# N3 (Kamerun)

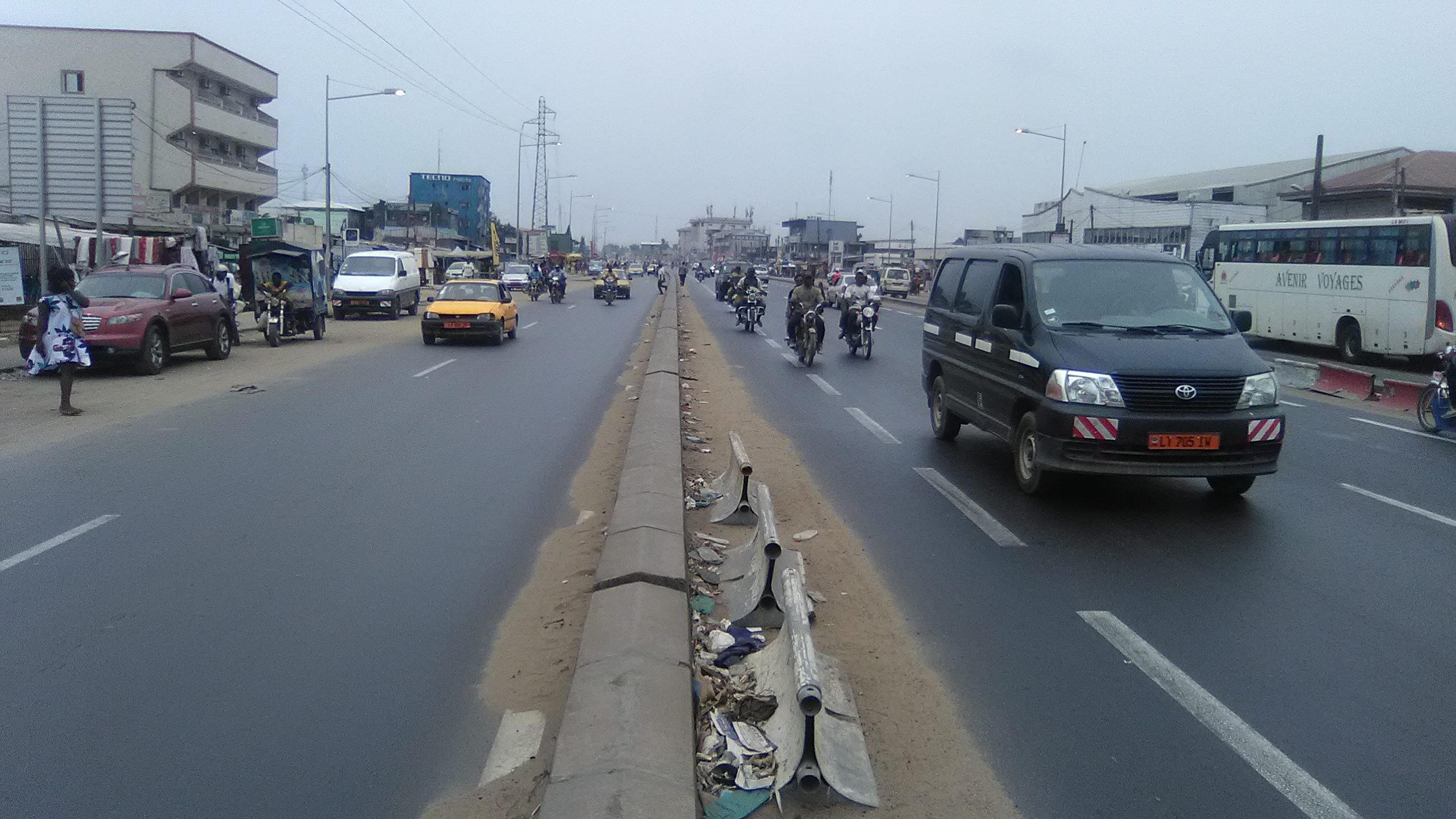
N3 in Duala

Die N3 (Nationalstrasse 3) ist eine Fernstraße in Kamerun, die in Yaoundé an einem Kreisverkehr, wo sie sich mit der N1 und der N2 kreuzt, beginnt und in Idenau endet. Sie ist 277 Kilometer lang.

## Kreuzungen
Hier sind nur Kreuzungen mit Fernstraßen aufgelistet!
| Nummer | Ort       | Fernstraße |
| ------ | --------- | ---------- |
| 1      | Mutengeme | N8         |
| 2      | Bonaberi  | N5         |
| 3      | Edéa      | N7         |